# Sahar Dolatshahi

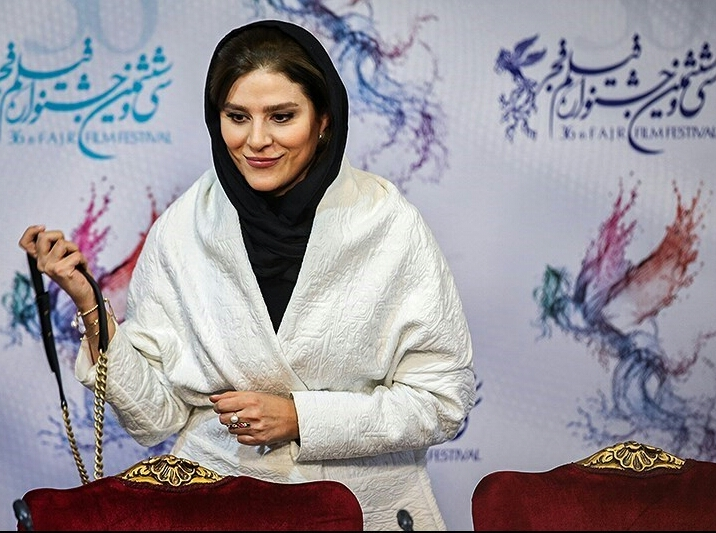
Sahar Dolatshahi, 2018

Sahar Dolatshahi (persisch سحر دولتشاهی Sahar Dolatschahi; * 8. Oktober 1979 in Teheran) ist eine iranische Film-, Serien- und Theaterschauspielerin. Sie war verheiratet mit Rambod Javan.

## Filmografie
- 2006: Feuerzauber (Tschahar Schanbe Suri)
- 2007: M like Mother (Mim mesle madar)
- 2009: When we are all asleep (Vaghti hame khaabim)
- 2009: Farzande Sobh
- 2010: Gold and Copper (Tala va mes)
- 2012: Yellow shallow sky (Asemane Zarde Kam Omgh)
- 2013: The earth Marathon
- 2014: Gap
- 2014: Ice Age (Asre Yakhbandan)
- 2014: Fish Death
- 2015: Seven MH
- 2016: Inversion (Varoonegi)

## Auszeichnungen und Nominierungen
- 33rd Fajr International Film Festival 2015: Beste Nebendarstellerin in Ice Age